# Condado de Hickman (Kentucky)
O Condado de Hickman é um dos 120 condados do estado americano de Kentucky. A sede do condado é Clinton, e sua maior cidade é Clinton. O condado possui uma área de 655 km² (dos quais 22 km² estão cobertos por água), uma população de 5 262 habitantes, e uma densidade populacional de 8 hab/km² (segundo o censo nacional de 2000). O condado foi fundado em 1822. É o condado menos densamente habitado do Kentucky, e proíbe a venda de bebidas alcoólicas.